# Jonathan Wyatt
Pour les articles homonymes, voir Wyatt.
Jonathan Craig Wyatt (né le 20 décembre 1972 à Lower Hutt en Nouvelle-Zélande) est un athlète néo-zélandais spécialiste des courses de fond et de la course en montagne. Il est sextuple champion du monde de course en montagne, champion du monde de course en montagne longue distance 2007 et a remporté 8 Grand Prix WMRA. Il est le mari d'Antonella Confortola et le président de l'Association mondiale de course en montagne entre 2017 et 2022.

## Biographie
Né à Lower Hutt de parents sportifs, Jonathan s'essaie à divers disciplines dont le tennis et le football. N'étant pas particulièrement doué dans ces sports, il suit les traces de son père et se met à l'athlétisme avec ses frères et sœurs,.
Il étudie à l'université Victoria de Wellington où il obtient un bachelor en architecture,.
Il rencontre Antonella Confortola à l'occasion du Trophée mondial de course en montagne 2002 à Innsbruck,. Il s'installe avec elle en Italie à Ziano di Fiemme puis l'épouse en 2009.
En 2015, il rejoint le département de recherche et développement de l'équipementier sportif italien La Sportiva en mettant à profit son expérience des sports de montagne.
Le 29 juillet 2017, il est élu président de la World Mountain Running Association. Le 17 février 2022, il termine son mandat et ne se représente pas à la présidence, cédant sa place au Slovène Tomo Šarf. Il ne quitte pas pour autant ses activités de dirigeant sportif. Il est nommé manager de la Coupe du monde de course en montagne à partir de la saison 2023.
Ses nombreux succès et records lui valent le statut de légende vivante de la course en montagne,. Il inspire de nombreux athlètes à s'engager dans la discipline, tels Robbie Simpson ou Jacob Adkin. Certains font également appel à ses conseils pour se lancer dans les sports de montagne,.

## Carrière sportive

### 1991-1997: débuts sur piste
Il prouve ses bonnes aptitudes en course de fond en courant le 3 000 mètres en 8 min 24 s 5 à 17 ans. Il remporte ses premiers succès en 1990 en devant champion junior de Nouvelle-Zélande de cross-country et champion U18 de Nouvelle-Zélande de 3 000 mètres. Il prend part aux championnats du monde de cross-country 1991 en junior où il termine 52e.
En 1994, il termine sixième du 5 000 mètres en 13 min 35 s 46 lors des Jeux du Commonwealth à Victoria. Il participe aux Jeux olympiques d'été de 1996 à Atlanta sur 5 000 mètres où il court 13 min 47 s 81 en semi-finale. Il se rend aux championnats du monde d'athlétisme 1997 à Athènes, toujours pour courir la distance du 5 000 mètres. Malade, il prend tout de même le départ mais abandonne,.

### 1998-2005: les grands succès en course en montagne

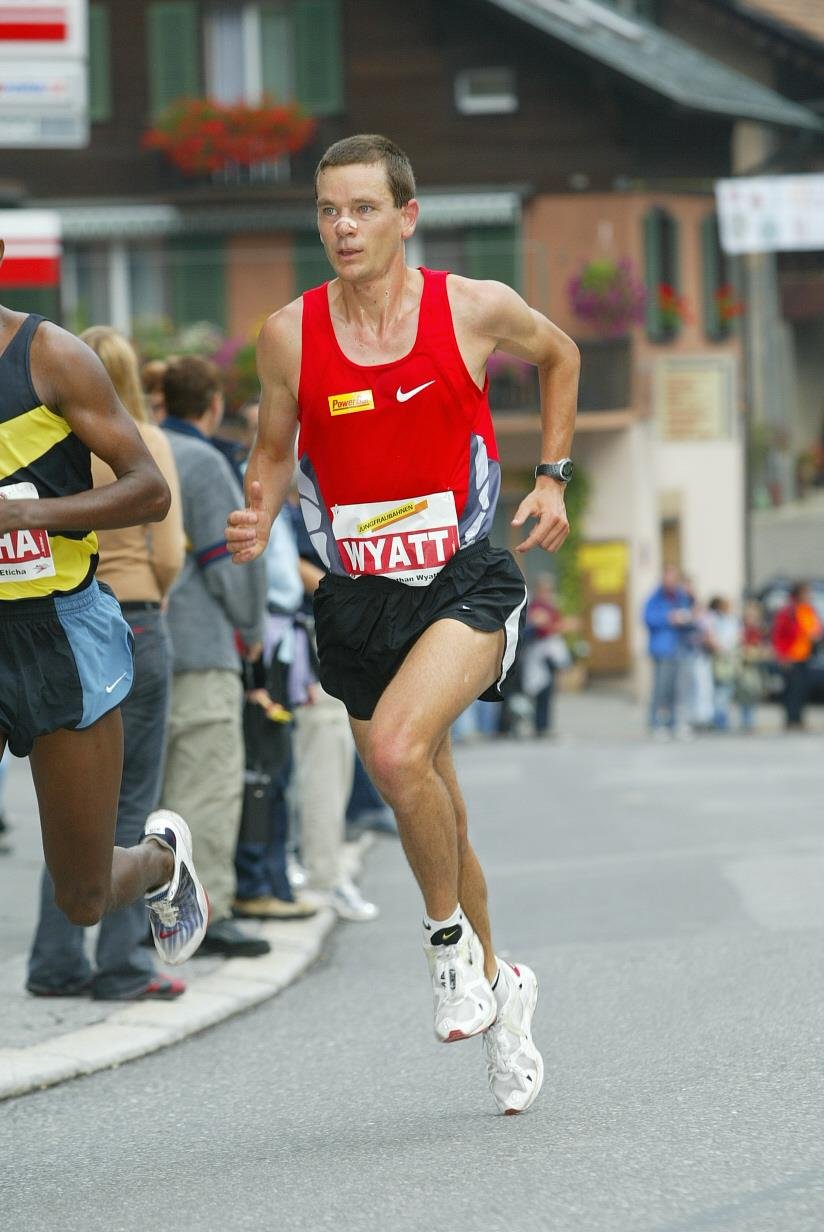
Jonathan Wyatt au marathon de la Jungfrau 2003.

À la suite de cet échec, il perd sa motivation pour les courses sur piste où il ne fait que « tourner en rond ». Son ami Aaron Strong lui suggère alors d'essayer la course en montagne. Le 18 avril 1998, il prend part aux championnats de Nouvelle-Zélande de course en montagne et remporte le titre. Il est sélectionné pour le Trophée mondial de course en montagne à Entre-Deux où il remporte le titre à la surprise générale. Il participe aux championnats du monde de semi-marathon à Zurich où il se classe 56e. Profitant de se trouver en Europe, il demande à s'inscrire à la course de montagne du Hochfelln qui a lieu une semaine après les championnats afin de s'essayer à une course de montagne classique. Bibi Anfang, l'organisateur de la course, décide de l'inviter. Jonathan termine deuxième de la course derrière Antonio Molinari. C'est une révélation pour Jonathan qui tombe amoureux de la discipline.
Il se classe seulement septième au Trophée mondial de course en montagne 1999 à Kota Kinabalu sur un parcours en montée et descente, après avoir lutté en tête avec Marco De Gasperi. Ce type de parcours ne lui convient pas, notamment en raison des descentes sur lesquelles il ne souhaite pas courir pour éviter de se blesser. Il se spécialise dans les épreuves avec montée uniquement, tandis que son rival Marco De Gasperi fait l'inverse. Cette année, il remporte son premier Grand Prix WMRA en décrochant un podium à Schlickeralm et deux victoires au Challenge Stellina et au Hochfelln.
Il prouve qu'il est doué pour les parcours en « montée » seulement en remportant son second titre de champion du monde de course en montagne à Bergen en 2000, sur le parcours légèrement modifié de la course de montagne du Hochfelln.
En 2001, il s'essaie au marathon. Il remporte celui de Rotorua puis termine 24e à Berlin. Il s'attaque à la mythique course Sierre-Zinal et termine troisième.
Il bat le record de Nouvelle-Zélande du semi-marathon en 1 h 2 min 37 s à Christchurch le 2 juin 2002. Il termine sixième du marathon aux Jeux du Commonwealth à Manchester avec un temps de 2 h 14 min 20 s. Il s'impose à Sierre-Zinal mais sur un parcours raccourci par la neige. Il remporte son troisième titre mondial de course en montagne à Innsbruck en dominant la course. Il s'impose avec plus de trois minutes d'avance sur Raymond Fontaine malgré la météo maussade. Il s'impose au marathon de Munich le 13 octobre. Il remporte son deuxième Grand Prix WMRA avec un score parfait de 300 points, ayant remporté les trois dernières courses de la saison.
Le 27 avril 2003 il termine septième du marathon de Hambourg en établissant son record personnel en 2 h 13 min 0 s et obtient sa qualification pour le marathon des Jeux olympiques d'été de 2004. Le 10 août, il remporte enfin Sierre-Zinal sur le parcours complet et avec la manière. Il établit le record en 2 h 29 min 15 s. Kílian Jornet le battra en 2019. Il court également son premier marathon de montagne, celui de la Jungfrau, le 6 septembre 2003, qu'il remporte en établissant le record du parcours en 2 h 49 min 1 s. Il domine la saison 2003 du Grand Prix WMRA en remportant les cinq épreuves où il se présente. Il décroche le score parfait de 400 points.
En 2004, au lieu de se préparer spécifiquement pour le marathon des Jeux olympiques, il continue sa saison de course en montagne. Il bat successivement les records à la montée du Grand Ballon (en devenant le premier athlète à rallier l'arrivée en moins d'une heure), à la course du Mont Washington, au marathon des Grisons et à la course de montagne du Grossglockner. Une semaine avant de courir le marathon olympique, il remporte la victoire au Challenge Stellina en établissant le record du parcours en 1 h 14 min 37 s. Il termine 21e du marathon des Jeux olympiques à Athènes en 2 h 17 min 45 s le 21 août. Une semaine après, il décroche son quatrième titre mondial de course en montagne à Sauze d'Oulx. Ses principaux favoris, les Italiens Marco Gaiardo et Marco De Gasperi, ne parviennent pas à suivre le rythme et c'est l'Érythréen Tesfayohannes Mesfin qui lui donne du fil à retordre avant de s'incliner. Le 3 octobre, il remporte la victoire à Morat-Fribourg en battant le record du parcours en 51 min 18 s 2. Depuis, un seul homme l'a battu, Abraham Kipyatich en 2014. Il remporte son quatrième Grand Prix WMRA avec à nouveau score parfait de 400 points et cinq victoires sur six courses.
Il prend part au marathon lors des championnats du monde d'athlétisme à Helsinki. Il se classe 43e en 2 h 23 min 19 s. Le Trophée mondial de course en montagne 2005 a lieu à Wellington en Nouvelle-Zélande. Bien que ce soit cette fois un parcours « montée et descente », Jonathan a à cœur de briller à domicile. Il prend les commandes et impose un rythme soutenu et termine avec plus de deux minutes d'avance sur les Italiens Gabriele Abate et Davide Chicco. Il s'impose et devient le premier athlète à remporter le titre sur les deux types de tracés. Il remporte son cinquième Grand Prix WMRA en ayant remporté les trois courses où il a participé.

### 2006-2010: blessure et retour au sommet
Durant l'année 2006, il bat à nouveau une série de records aux courses Neirivue-Moléson, du Grintovec, du Feuerkogel et du Kaisermarathon lors de sa première édition. Deux jours avant le Trophée mondial à Bursa, alors qu'il effectue une reconnaissance du parcours, il est attaqué et mordu par des chiens. Il reçoit un traitement contre la rage. Bien qu'il ne soit pas en grande forme, il prend quand même le départ. Le Colombien Rolando Ortiz en profite et prend l'avantage pour aller s'offrir le titre. Jonathan tient jusqu'au bout pour terminer sur la deuxième marche du podium. Il remporte la finale du Grand Prix WMRA 2006 au rocher de Gibraltar et décroche son sixième succès, ayant remporté les cinq courses où il a pris le départ. Il signe un score parfait de 430 points.
Il se blesse lors d'un accident de ski à la fin de l'année 2006. C'est sa première blessure sérieuse. Après cinq mois de convalescence, il effectue son retour à la compétition en juin 2007, en terminant deuxième de la course de montagne Schenna-Meran 2000 puis en remportant à nouveau la course du Mont Washington. Le 8 septembre, il remporte à nouveau le marathon de la Jungfrau, comptant alors comme Challenge mondial de course en montagne longue distance. C'est le premier athlète à remporter les titres de champion du monde de course en montagne sur les parcours classique et de longue distance.
Le 14 septembre 2008, il remporte son sixième titre mondial à Crans-Montana. Laissant partir ses adversaires en début de course, il fait la différence lorsque la pente devient plus raide et s'impose devant Martin Toroitich. Bien qu'il ne termine que quatrième lors de la finale à Šmarna Gora, il remporte son septième Grand Prix WMRA avec quatre victoires durant la saison. Il connaît sa première grosse contre-performance en terminant seulement quatorzième de la course de montagne du Ranch Obudu où il souffre de la chaleur alors qu'il est annoncé comme grand favori.
En 2009 se fait battre par Marc Lauenstein au Kaisermarathon comptant comme Challenge mondial de course en montagne longue distance et par Wilson Kipkosgei Chemweno aux championnats du Commonwealth de course en montagne à Keswick sur l'épreuve de course en montagne « montée ». Il remporte son dernier Grand Prix WMRA avec deux victoires et deux podiums.
Il s'essaie à la compétition de raquette à neige durant l'hiver 2009-2010. Il remporte la Ciaspolada puis décroche la médaille de bronze aux championnats du monde au mont Grouse. Il profite d'une visite chez ses parents à Motueka au printemps 2010 pour remporter son quatrième titre national de course en montagne,. Aux championnats du monde de course en montagne à Kamnik, il ne termine que huitième. Il termine deuxième du Grand Prix WMRA avec seulement deux podiums. Il essaie de se tester à l'ultra-trail. Il s'inscrit au North Face Endurance Challenge 2010. Cependant, un mois auparavant, il est victime de douleurs aux muscles ischio-jambiers durant le Trailrun Worldmasters à Dortmund. Il abandonne et décide de faire une pause pour éviter de se blesser sérieusement,.

### 2011-2017: courir pour le plaisir

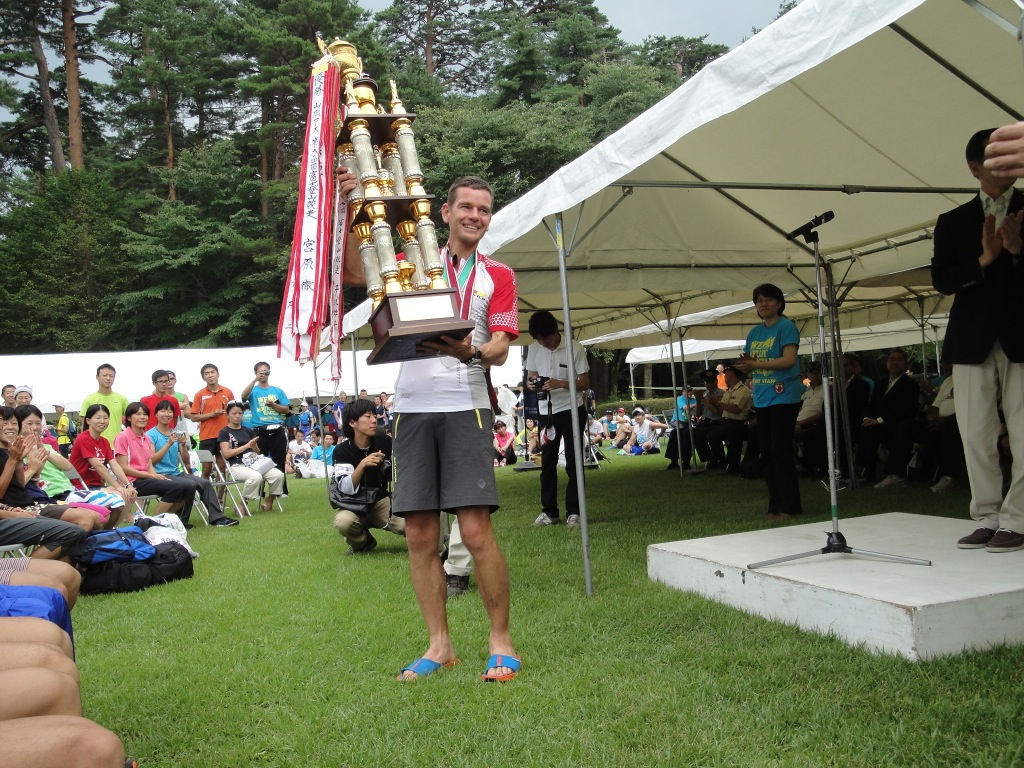
Jonathan Wyatt soulevant le trophée de la course du Mont Fuji.

À son retour à la compétition en 2011, Il décide de laisser tomber les championnats, ayant annoncé que ceux de 2010 étaient les derniers. Il préfère alors courir pour se faire plaisir en se lançant de nouveaux défis personnels. Le 30 juin 2012, il bat le record du Cross du Mont-Blanc en 1 h 54 min 42 s. Il s'essaie à d'autres épreuves plus exotiques. Il remporte ensuite la course du Mont Fuji et termine troisième au K42 Adventure Marathon en Patagonie argentine.
Le 18 mai 2013, il court le marathon de la Grande Muraille de Chine. Terminant main dans la main avec l'Américain Jorge Maravilla et le Grec Dimitris Theodorakakos, les trois hommes établissent un nouveau record du parcours en 3 h 9 min 18 s. En juin, il court enfin un ultra-trail, le Ötscher Ultramarathon de 72 km en deux étapes qu'il remporte en 6 h 0 min 45 s. Il le remporte à nouveau l'année suivante. En 2016, il participe pour la première fois à l'ascension de Pikes Peak. Il termine onzième en 2 h 34 min 16 s et premier de la catégorie des 40-44 ans.

## Palmarès

### Piste
| Date | Compétition                                   | Lieu      | Résultat | Épreuve       | Performance    |
| ---- | --------------------------------------------- | --------- | -------- | ------------- | -------------- |
| 1994 | Jeux du Commonwealth                          | Victoria  | 6e       | 5 000 mètres  | 13 min 35 s 46 |
| 1995 | Championnats de Nouvelle-Zélande d'athlétisme | Dunedin   | 1er      | 5 000 mètres  | 14 min 14 s 66 |
| 1999 | Championnats de Nouvelle-Zélande de 3 000 m   | Papakura  | 1er      | 3 000 mètres  | 7 min 57 s 33  |
| 2001 | Championnats de Nouvelle-Zélande d'athlétisme | Hastings  | 1er      | 5 000 mètres  | 13 min 56 s 72 |
| 2003 | Championnats de Nouvelle-Zélande de 10 000 m  | Inglewood | 1er      | 10 000 mètres | 27 min 56 s 80 |
| 2005 | Championnats de Nouvelle-Zélande de 10 000 m  | Inglewood | 1er      | 10 000 mètres | 29 min 44 s 01 |

### Route/cross
| Année | Compétition                                             | Lieu         | Place | Épreuve           | Performance     |
| ----- | ------------------------------------------------------- | ------------ | ----- | ----------------- | --------------- |
| 1995  | Championnats de Nouvelle-Zélande de 10 km               | Auckland     | 1er   | 10 kilomètres     | 28 min 52 s     |
| 1998  | Championnats de Nouvelle-Zélande de cross-country       | Dunedin      | 1er   | Cross-country     | 37 min 14 s     |
| 2001  | Marathon de Rotorua                                     | Rotorua      | 1er   | Marathon          | 2 h 20 min 50 s |
| 2001  | Championnats de Nouvelle-Zélande de cross-country court | Auckland     | 1er   | Cross-country     | 12 min 1 s      |
| 2001  | Semi-marathon de Gold Coast                             | Gold Coast   | 1er   | Semi-marathon     | 1 h 3 min 14 s  |
| 2002  | Jeux du Commonwealth                                    | Manchester   | 6e    | Marathon          | 2 h 14 min 20 s |
| 2002  | Marathon de Munich                                      | Munich       | 1er   | Marathon          | 2 h 23 min 19 s |
| 2002  | Semi-marathon d'Auckland                                | Auckland     | 3e    | Semi-marathon     | 1 h 8 min 19 s  |
| 2003  | Marathon de Hambourg                                    | Hambourg     | 7e    | Marathon          | 2 h 13 min 0 s  |
| 2003  | Semi-marathon de Christchurch                           | Christchurch | 1er   | Semi-marathon     | 1 h 5 min 28 s  |
| 2004  | Marathon de Zurich                                      | Zurich       | 3e    | Marathon          | 2 h 15 min 6 s  |
| 2004  | Grand Prix de Berne                                     | Berne        | 2e    | 10 miles          | 47 min 37 s     |
| 2004  | Jeux olympiques d'été                                   | Athènes      | 21e   | Marathon          | 2 h 17 min 45 s |
| 2004  | Morat-Fribourg                                          | Fribourg     | 1er   | Course populaire  | 51 min 18 s     |
| 2005  | Grand Prix de Berne                                     | Berne        | 2e    | 10 miles          | 48 min 41 s     |
| 2005  | Morat-Fribourg                                          | Fribourg     | 7e    | Course populaire  | 55 min 6 s      |
| 2006  | Tour de Tirol                                           | Söll         | 1re   | Course par étapes | 4 h 38 min 3 s  |
| 2006  | Course de l'Escalade                                    | Genève       | 4e    | Course populaire  | 20 min 36 s     |
| 2007  | Morat-Fribourg                                          | Fribourg     | 6e    | Course populaire  | 55 min 33 s     |
| 2007  | Tour de Tirol                                           | Söll         | 1re   | Course par étapes | 4 h 42 min 3 s  |
| 2008  | Semi-marathon de Kaiteriteri                            | Kaiteriteri  | 1er   | Semi-marathon     | 1 h 15 min 32 s |
| 2008  | Cortina-Dobbiaco Run                                    | Dobbiaco     | 2e    | 30 kilomètres     | 1 h 40 min 30 s |
| 2008  | Tour de Tirol                                           | Söll         | 1re   | Course par étapes | 4 h 51 min 23 s |

### Course en montagne
| no  | masculin           | Course                                                      | Longueur | Départ            | Temps           |
| --- | ------------------ | ----------------------------------------------------------- | -------- | ----------------- | --------------- |
| 1re | Médaille d'or      | Championnats de Nouvelle-Zélande de course en montagne      | 12 km    | 18 avril 1998     | 1 h 5 min 36 s  |
| 1re | Médaille d'or      | Trophée mondial de course en montagne                       | 15,2 km  | 20 septembre 1998 | 1 h 25 min 19 s |
| 2e  | Médaille d'argent  | Course de montagne du Hochfelln                             | 8,9 km   | 4 octobre 1998    | 41 min 54 s     |
| 2e  | Médaille d'argent  | Course de Schlickeralm                                      | 11,2 km  | 8 août 1999       | 1 h 0 min 43 s  |
| 1re | Médaille d'or      | Challenge Stellina                                          | 14,4 km  | 22 août 1999      | 1 h 16 min 24 s |
| 1re | Médaille d'or      | Course du Cervin                                            | 12 km    | 29 août 1999      | 54 min 47 s     |
| 7e  | 7e                 | Trophée mondial de course en montagne                       | 12,5 km  | 19 septembre 1999 | 57 min 4 s      |
| 1re | Médaille d'or      | Course de montagne du Hochfelln                             | 8,9 km   | 3 octobre 1999    | 41 min 12 s     |
| 3e  | Médaille de bronze | Course de montagne du Grossglockner                         | 13,4 km  | 30 juillet 2000   | 1 h 17 min 17 s |
| 1re | Médaille d'or      | Course de Schlickeralm                                      | 11,2 km  | 6 août 2000       | 58 min 37 s     |
| 1re | Médaille d'or      | Challenge Stellina                                          | 14,4 km  | 20 août 2000      | 1 h 15 min 50 s |
| 1re | Médaille d'or      | Course de montagne du Kitzbüheler Horn                      | 12,9 km  | 27 août 2000      | 55 min 58 s     |
| 1re | Médaille d'or      | Trophée mondial de course en montagne                       | 11,6 km  | 10 septembre 2000 | 47 min 29 s     |
| 3e  | Médaille de bronze | Sierre-Zinal                                                | 31 km    | 12 août 2001      | 2 h 38 min 59 s |
| 1re | Médaille d'or      | Course du Cervin                                            | 14,35 km | 19 août 2001      | 1 h 2 min 41 s  |
| 1re | Médaille d'or      | Challenge Stellina                                          | 14,4 km  | 26 août 2001      | 1 h 17 min 18 s |
| 1re | Médaille d'or      | Course de montagne du Kitzbüheler Horn                      | 12,9 km  | 2 septembre 2001  | 56 min 35 s     |
| 1re | Médaille d'or      | Drei Zinnen Alpine Run                                      | 17,5 km  | 9 septembre 2001  | 1 h 19 min 58 s |
| 3e  | Médaille de bronze | Course de Šmarna Gora                                       | 9,2 km   | 6 octobre 2001    | 40 min 29 s     |
| 1re | Médaille d'or      | Championnats de Nouvelle-Zélande de course en montagne      | 14,5 km  | 14 avril 2002     | 1 h 2 min 52 s  |
| 1re | Médaille d'or      | Sierre-Zinal                                                | 15 km    | 11 août 2002      | 1 h 7 min 17 s  |
| 1re | Médaille d'or      | Course du Cervin                                            | 14,35 km | 18 août 2002      | 1 h 2 min 27 s  |
| 1re | Médaille d'or      | Challenge Stellina                                          | 14,4 km  | 25 août 2002      | 1 h 15 min 9 s  |
| 1re | Médaille d'or      | Trophée mondial de course en montagne                       | 11,7 km  | 15 septembre 2002 | 56 min 31 s     |
| 1re | Médaille d'or      | Course de montagne du Hochfelln                             | 8,9 km   | 29 septembre 2002 | 40 min 34 s     |
| 1re | Médaille d'or      | Course de Šmarna Gora                                       | 9,2 km   | 5 octobre 2002    | 38 min 14 s     |
| 1re | Médaille d'or      | Course de montagne du Grossglockner                         | 13,4 km  | 20 juillet 2003   | 1 h 13 min 3 s  |
| 1re | Médaille d'or      | Course de montagne du Karwendel                             | 10,6 km  | 27 juillet 2003   | 59 min 10 s     |
| 1re | Médaille d'or      | Course de Schlickeralm                                      | 11,2 km  | 3 août 2003       | 57 min 0 s      |
| 1re | Médaille d'or      | Sierre-Zinal                                                | 31 km    | 10 août 2003      | 2 h 29 min 15 s |
| 1re | Médaille d'or      | Course du Cervin                                            | 14,35 km | 17 août 2003      | 1 h 1 min 59 s  |
| 1re | Médaille d'or      | Challenge Stellina                                          | 14,4 km  | 24 août 2003      | 1 h 16 min 30 s |
| 1re | Médaille d'or      | Val Gardena Extrem                                          | 19,1 km  | 21 septembre 2003 | 1 h 34 min 45 s |
| 1re | Médaille d'or      | Course de montagne du Hochfelln                             | 8,9 km   | 5 octobre 2003    | 40 min 51 s     |
| 1re | Médaille d'or      | Course de montagne Terlan-Mölten                            | 9,2 km   | 16 mai 2004       | 41 min 41 s     |
| 1re | Médaille d'or      | Montée du Grand Ballon                                      | 13,2 km  | 20 mai 2004       | 58 min 19 s     |
| 1re | Médaille d'or      | Course du Mont Washington                                   | 12,23 km | 19 juin 2004      | 56 min 41 s     |
| 1re | Médaille d'or      | Course de montagne du Grossglockner                         | 13,4 km  | 18 juillet 2004   | 1 h 11 min 32 s |
| 1re | Médaille d'or      | Course de Schlickeralm                                      | 11,2 km  | 1er août 2004     | 55 min 32 s     |
| 1re | Médaille d'or      | Challenge Stellina                                          | 14,4 km  | 22 août 2004      | 1 h 14 min 37 s |
| 1re | Médaille d'or      | Trophée mondial de course en montagne                       | 10,14 km | 5 septembre 2004  | 48 min 47 s     |
| 1re | Médaille d'or      | Dreizinnen-Marathon                                         | 21 km    | 12 septembre 2004 | 1 h 40 min 17 s |
| 1re | Médaille d'or      | Val Gardena Extrem                                          | 19,1 km  | 19 septembre 2004 | 1 h 32 min 10 s |
| 1re | Médaille d'or      | Course de montagne du Hochfelln                             | 8,9 km   | 26 septembre 2004 | 41 min 25 s     |
| 1re | Médaille d'or      | Course de montagne Terlan-Mölten                            | 9,2 km   | 8 mai 2005        | 41 min 12 s     |
| 1re | Médaille d'or      | Course de montagne du Feuerkogel                            | 11 km    | 5 juin 2005       | 56 min 17 s     |
| 1re | Médaille d'or      | Course de montagne du Grossglockner                         | 13,4 km  | 9 juillet 2005    | 1 h 12 min 55 s |
| 1re | Médaille d'or      | Course de montagne du Karwendel                             | 10,6 km  | 17 juillet 2005   | 59 min 43 s     |
| 1re | Médaille d'or      | Course de Schlickeralm                                      | 11,2 km  | 7 août 2005       | 58 min 40 s     |
| 1re | Médaille d'or      | Challenge Stellina                                          | 14,4 km  | 21 août 2005      | 1 h 17 min 32 s |
| 1re | Médaille d'or      | Course de montagne du Kitzbüheler Horn                      | 12,9 km  | 28 août 2005      | 58 min 17 s     |
| 1re | Médaille d'or      | Dreizinnen-Marathon                                         | 21 km    | 11 septembre 2005 | 1 h 40 min 35 s |
| 1re | Médaille d'or      | Trophée mondial de course en montagne                       | 13,5 km  | 25 septembre 2005 | 53 min 23 s     |
| 1re | Médaille d'or      | Neirivue-Moléson                                            | 10,6 km  | 2 juillet 2006    | 57 min 48 s     |
| 1re | Médaille d'or      | Course de montagne du Grossglockner                         | 13,4 km  | 23 juillet 2006   | 1 h 11 min 47 s |
| 1re | Médaille d'or      | Course de montagne du Grintovec                             | 9,6 km   | 30 juillet 2006   | 1 h 15 min 43 s |
| 1re | Médaille d'or      | Course de Schlickeralm                                      | 11,2 km  | 2 août 2006       | 58 min 15 s     |
| 1re | Médaille d'or      | Course de montagne du Feuerkogel                            | 11 km    | 13 août 2006      | 55 min 19 s     |
| 1re | Médaille d'or      | Challenge Stellina                                          | 14,4 km  | 27 août 2006      | 1 h 15 min 48 s |
| 2e  | Médaille d'argent  | Trophée mondial de course en montagne                       | 12 km    | 10 septembre 2006 | 56 min 22 s     |
| 1re | Médaille d'or      | Course de Šmarna Gora                                       | 9,2 km   | 7 octobre 2006    | 38 min 49 s     |
| 1re | Médaille d'or      | Course du Rocher de Gibraltar                               | 11,8 km  | 28 octobre 2006   | 43 min 3 s      |
| 1re | Médaille d'or      | Course du Mont Washington                                   | 12,23 km | 16 juin 2007      | 1 h 1 min 25 s  |
| 1re | Médaille d'or      | Rothorn Run                                                 | 11,1 km  | 23 juillet 2007   | 1 h 11 min 3 s  |
| 1re | Médaille d'or      | Course de montagne du Grossglockner                         | 13,4 km  | 15 juillet 2007   | 1 h 12 min 22 s |
| 1re | Médaille d'or      | Course de montagne du Feuerkogel                            | 11 km    | 12 août 2007      | 56 min 35 s     |
| 1re | Médaille d'or      | Mémorial Partigiani Stellina                                | 14,4 km  | 26 août 2007      | 1 h 17 min 23 s |
| 1re | Médaille d'or      | Course de montagne du Hochfelln                             | 8,9 km   | 30 septembre 2007 | 41 min 29 s     |
| 1re | Médaille d'or      | Championnats de Nouvelle-Zélande de course en montagne      | 14,2 km  | 12 avril 2008     | 1 h 8 min 41 s  |
| 1re | Médaille d'or      | Course des 2 Bains                                          | 10 km    | 24 mai 2008       | 45 min 46 s     |
| 1re | Médaille d'or      | Course de montagne Schenna-Meran 2000                       | 14 km    | 15 juin 2008      | 1 h 15 min 57 s |
| 1re | Médaille d'or      | Neirivue-Moléson                                            | 10,6 km  | 6 juillet 2008    | 59 min 36 s     |
| 1re | Médaille d'or      | Course de montagne du Grossglockner                         | 13,4 km  | 20 juillet 2008   | 1 h 12 min 2 s  |
| 1re | Médaille d'or      | Course de Schlickeralm                                      | 11,2 km  | 3 août 2008       | 58 min 14 s     |
| 1re | Médaille d'or      | Montée du Skåla                                             | 8,2 km   | 16 août 2008      | 1 h 8 min 42 s  |
| 1re | Médaille d'or      | Mémorial Partigiani Stellina                                | 14,4 km  | 24 août 2008      | 1 h 17 min 59 s |
| 1re | Médaille d'or      | Course de montagne du Kitzbüheler Horn                      | 12,9 km  | 31 août 2008      | 58 min 51 s     |
| 1re | Médaille d'or      | Trophée mondial de course en montagne                       | 12 km    | 14 septembre 2008 | 55 min 4 s      |
| 1re | Médaille d'or      | Course du Schneeberg                                        | 9,8 km   | 27 septembre 2008 | 53 min 9 s      |
| 2e  | Médaille d'argent  | Course de montagne du Hochfelln                             | 8,9 km   | 28 septembre 2008 | 42 min 23 s     |
| 1re | Médaille d'or      | Montée du Grand Ballon                                      | 13,2 km  | 21 mai 2009       | 1 h 0 min 46 s  |
| 1re | Médaille d'or      | Ascension du Monte Faudo                                    | 24,9 km  | 14 juin 2009      | 1 h 34 min 20 s |
| 1re | Médaille d'or      | Neirivue-Moléson                                            | 10,6 km  | 20 juin 2009      | 58 min 37 s     |
| 1re | Médaille d'or      | Course Montreux-Les-Rochers-de-Naye                         | 18,8 km  | 12 juillet 2009   | 1 h 25 min 37 s |
| 2e  | Médaille d'argent  | Course de montagne du Grossglockner                         | 13,4 km  | 19 juillet 2009   | 1 h 11 min 14 s |
| 2e  | Médaille d'argent  | Course de montagne du Grintovec                             | 9,6 km   | 26 juillet 2009   | 1 h 19 min 12 s |
| 1re | Médaille d'or      | Harakiri-Run                                                | 10,4 km  | 2 août 2009       | 53 min 37 s     |
| 2e  | Médaille d'argent  | Montée du Skåla                                             | 8,2 km   | 15 août 2009      | 1 h 10 min 0 s  |
| 1re | Médaille d'or      | Mémorial Partigiani Stellina                                | 14,4 km  | 30 août 2009      | 1 h 7 min 56 s  |
| 2e  | Médaille d'argent  | Championnats du Commonwealth de course en montagne - Montée | 12 km    | 20 septembre 2009 | 51 min 21 s     |
| 1re | Médaille d'or      | Course de montagne du Hochfelln                             | 8,9 km   | 27 septembre 2009 | 42 min 50 s     |
| 1re | Médaille d'or      | Championnats de Nouvelle-Zélande de course en montagne      | 14,2 km  | 17 avril 2010     | 1 h 8 min 11 s  |
| 1re | Médaille d'or      | Neirivue-Moléson                                            | 10,3 km  | 20 juin 2010      | 50 min 46 s     |
| 1re | Médaille d'or      | Course Montreux-Les-Rochers-de-Naye                         | 18,8 km  | 11 juillet 2010   | 1 h 26 min 30 s |
| 3e  | Médaille de bronze | Course de montagne du Grossglockner                         | 13,4 km  | 18 juillet 2010   | 1 h 10 min 33 s |
| 1re | Médaille d'or      | Course de Schlickeralm                                      | 11,2 km  | 25 juillet 2010   | 1 h 0 min 33 s  |
| 1re | Médaille d'or      | Montée du Skåla                                             | 8,2 km   | 14 août 2010      | 1 h 8 min 30 s  |
| 1re | Médaille d'or      | Course de montagne du Kitzbüheler Horn                      | 12,9 km  | 29 août 2010      | 58 min 59 s     |
| 8e  | 8e                 | Championnats du monde de course en montagne                 | 12 km    | 14 septembre 2010 | 58 min 23 s     |
| 1re | Médaille d'or      | Drei Zinnen Alpine Run                                      | 17,5 km  | 12 septembre 2010 | 1 h 26 min 23 s |
| 1re | Médaille d'or      | Course de montagne du Hochfelln                             | 8,9 km   | 26 septembre 2010 | 43 min 7 s      |
| 2e  | Médaille d'argent  | Course de Šmarna Gora                                       | 10 km    | 2 octobre 2010    | 42 min 38 s     |
| 2e  | Médaille d'argent  | Course de Schlickeralm                                      | 9 km     | 24 juillet 2011   | 49 min 19 s     |
| 2e  | Médaille d'argent  | Montée du Skåla                                             | 8,2 km   | 13 août 2011      | 1 h 10 min 6 s  |
| 2e  | Médaille d'argent  | Course de montagne du Kitzbüheler Horn                      | 12,9 km  | 28 août 2011      | 59 min 58 s     |
| 1re | Médaille d'or      | Drei Zinnen Alpine Run                                      | 17,5 km  | 11 septembre 2011 | 1 h 29 min 2 s  |
| 1re | Médaille d'or      | Cross du Mont-Blanc                                         | 23 km    | 30 juin 2012      | 1 h 54 min 42 s |
| 2e  | Médaille d'argent  | Val Gardena Mountain Run                                    | 14,5 km  | 22 juillet 2012   | 1 h 9 min 55 s  |
| 1re | Médaille d'or      | Course du Mont Fuji                                         | 21 km    | 27 juillet 2012   | 2 h 33 min 59 s |
| 3e  | Médaille de bronze | Course de Schlickeralm                                      | 11,2 km  | 29 juillet 2012   | 1 h 2 min 25 s  |
| 2e  | Médaille d'argent  | Drei Zinnen Alpine Run                                      | 17,5 km  | 9 septembre 2012  | 1 h 27 min 52 s |
| 1re | Médaille d'or      | Cross du Mont-Blanc                                         | 23 km    | 29 juin 2013      | 1 h 55 min 37 s |
| 2e  | Médaille d'argent  | Course Montreux-Les-Rochers-de-Naye                         | 18,8 km  | 7 juillet 2013    | 1 h 29 min 53 s |
| 3e  | Médaille de bronze | Val Gardena Mountain Run                                    | 14,5 km  | 14 juillet 2013   | 1 h 11 min 52 s |
| 3e  | Médaille de bronze | Sierre-Zinal                                                | 31 km    | 11 août 2013      | 2 h 33 min 44 s |
| 1re | Médaille d'or      | Mémorial Partigiani Stellina                                | 11 km    | 25 août 2013      | 1 h 5 min 30 s  |
| 2e  | Médaille d'argent  | Drei Zinnen Alpine Run                                      | 17,5 km  | 8 septembre 2013  | 1 h 27 min 46 s |
| 3e  | Médaille de bronze | Course Montreux-Les-Rochers-de-Naye                         | 18,8 km  | 6 juillet 2014    | 1 h 30 min 50 s |
| 3e  | Médaille de bronze | Course de montagne du Grossglockner                         | 13,4 km  | 13 juillet 2014   | 1 h 14 min 47 s |
| 1re | Médaille d'or      | Mémorial Partigiani Stellina                                | 11 km    | 24 août 2014      | 1 h 5 min 17 s  |
| 1re | Médaille d'or      | Drei Zinnen Alpine Run                                      | 17,5 km  | 13 septembre 2014 | 1 h 27 min 58 s |
| 2e  | Médaille d'argent  | Course Montreux-Les-Rochers-de-Naye                         | 18,8 km  | 5 juillet 2015    | 1 h 31 min 36 s |
| 3e  | Médaille de bronze | Mémorial Partigiani Stellina                                | 11 km    | 23 août 2015      | 1 h 7 min 9 s   |
| 2e  | Médaille d'argent  | Claro-Pizzo                                                 | 6 km     | 4 octobre 2015    | 1 h 0 min 9 s   |
| 3e  | Médaille de bronze | Course du Mont Fuji                                         | 15 km    | 22 juillet 2016   | 1 h 20 min 45 s |
| 2e  | Médaille d'argent  | Claro-Pizzo                                                 | 9,2 km   | 2 octobre 2016    | 1 h 44 min 40 s |
| 2e  | Médaille d'argent  | Championnats du monde Masters de course en montagne - M40   | 11 km    | 28 août 2016      | 1 h 9 min 15 s  |

### Marathon de montagne
| no  | masculin           | Course                                                  | Longueur | Départ           | Temps           |
| --- | ------------------ | ------------------------------------------------------- | -------- | ---------------- | --------------- |
| 1re | Médaille d'or      | Marathon de la Jungfrau                                 | 42,2 km  | 6 septembre 2003 | 2 h 49 min 1 s  |
| 1re | Médaille d'or      | Marathon des Grisons                                    | 42,2 km  | 26 juin 2004     | 3 h 18 min 56 s |
| 1re | Médaille d'or      | Marathon des Grisons                                    | 42,2 km  | 25 juin 2005     | 3 h 24 min 54 s |
| 1re | Médaille d'or      | Marathon des Grisons                                    | 42,2 km  | 24 juin 2006     | 3 h 36 min 2 s  |
| 1re | Médaille d'or      | Kaisermarathon                                          | 42 km    | 14 octobre 2006  | 2 h 53 min 4 s  |
| 1re | Médaille d'or      | Challenge mondial de course en montagne longue distance | 42,2 km  | 8 septembre 2007 | 2 h 55 min 32 s |
| 1re | Médaille d'or      | Kaisermarathon                                          | 42 km    | 13 octobre 2007  | 3 h 3 min 40 s  |
| 1re | Médaille d'or      | LGT Alpin Marathon                                      | 42,2 km  | 14 juin 2008     | 2 h 56 min 27 s |
| 1re | Médaille d'or      | Marathon des Grisons                                    | 42,2 km  | 28 juin 2008     | 3 h 30 min 33 s |
| 1re | Médaille d'or      | Kaisermarathon                                          | 42 km    | 11 octobre 2008  | 3 h 6 min 43 s  |
| 1re | Médaille d'or      | LGT Alpin Marathon                                      | 42,2 km  | 6 juin 2009      | 3 h 1 min 0 s   |
| 1re | Médaille d'or      | Marathon des Grisons                                    | 42,2 km  | 27 juin 2009     | 3 h 29 min 8 s  |
| 1re | Médaille d'or      | Marathon de Zermatt                                     | 42,2 km  | 4 juillet 2009   | 2 h 57 min 47 s |
| 1re | Médaille d'or      | Marathon de la Jungfrau                                 | 42,2 km  | 5 septembre 2009 | 2 h 58 min 33 s |
| 2e  | Médaille d'argent  | Challenge mondial de course en montagne longue distance | 42 km    | 10 octobre 2009  | 3 h 12 min 5 s  |
| 2e  | Médaille d'argent  | Kaisermarathon                                          | 42 km    | 6 octobre 2012   | 3 h 8 min 10 s  |
| 3e  | Médaille de bronze | K42 Adventure Marathon                                  | 42 km    | 17 novembre 2012 | 3 h 30 min 24 s |
| 1re | Médaille d'or      | Marathon de la Grande Muraille de Chine                 | 42,2 km  | 18 mai 2013      | 3 h 9 min 18 s  |

### Raquette à neige
| no  | masculin           | Course                                    | Longueur | Départ          | Temps       |
| --- | ------------------ | ----------------------------------------- | -------- | --------------- | ----------- |
| 1re | Médaille d'or      | La Ciaspolada                             | 8 km     | 6 janvier 2010  | 28 min 23 s |
| 3e  | Médaille de bronze | Championnats du monde de raquette à neige | 10 km    | 27 février 2010 | 50 min 29 s |
| 1re | Médaille d'or      | La Ciaspolada                             | 8 km     | 6 janvier 2011  | 22 min 40 s |

## Records personnels
| Épreuve       | Temps           | Date            | Lieu       |
| ------------- | --------------- | --------------- | ---------- |
| 1 500 m       | 3 min 46 s 03   | 29 janvier 1999 | Hamilton   |
| Mile          | 4 min 01 s 51   | 16 janvier 1999 | Wanganui   |
| 3 000 m       | 7 min 54 s 09   | 13 juillet 1996 | Durham     |
| 5 000 m       | 13 min 27 s 66  | 19 juillet 1997 | Hechtel    |
| 10 000 m      | 27 min 56 s 80  | 15 février 2003 | Inglewood  |
| 5 kilomètres  | 13 min 46 s     | 4 juin 2000     | Gardena    |
| 10 kilomètres | 28 min 26 s     | 19 avril 2003   | Paderborn  |
| 15 kilomètres | 45 min 36 s     | 13 juillet 2003 | Utica      |
| 10 miles      | 47 min 38 s     | 18 mai 2004     | Berne      |
| Semi-marathon | 1 h 03 min 14 s | 24 janvier 2001 | Gold Coast |
| Marathon      | 2 h 13 min 00 s | 27 avril 2003   | Hambourg   |

### Records de course en montagne

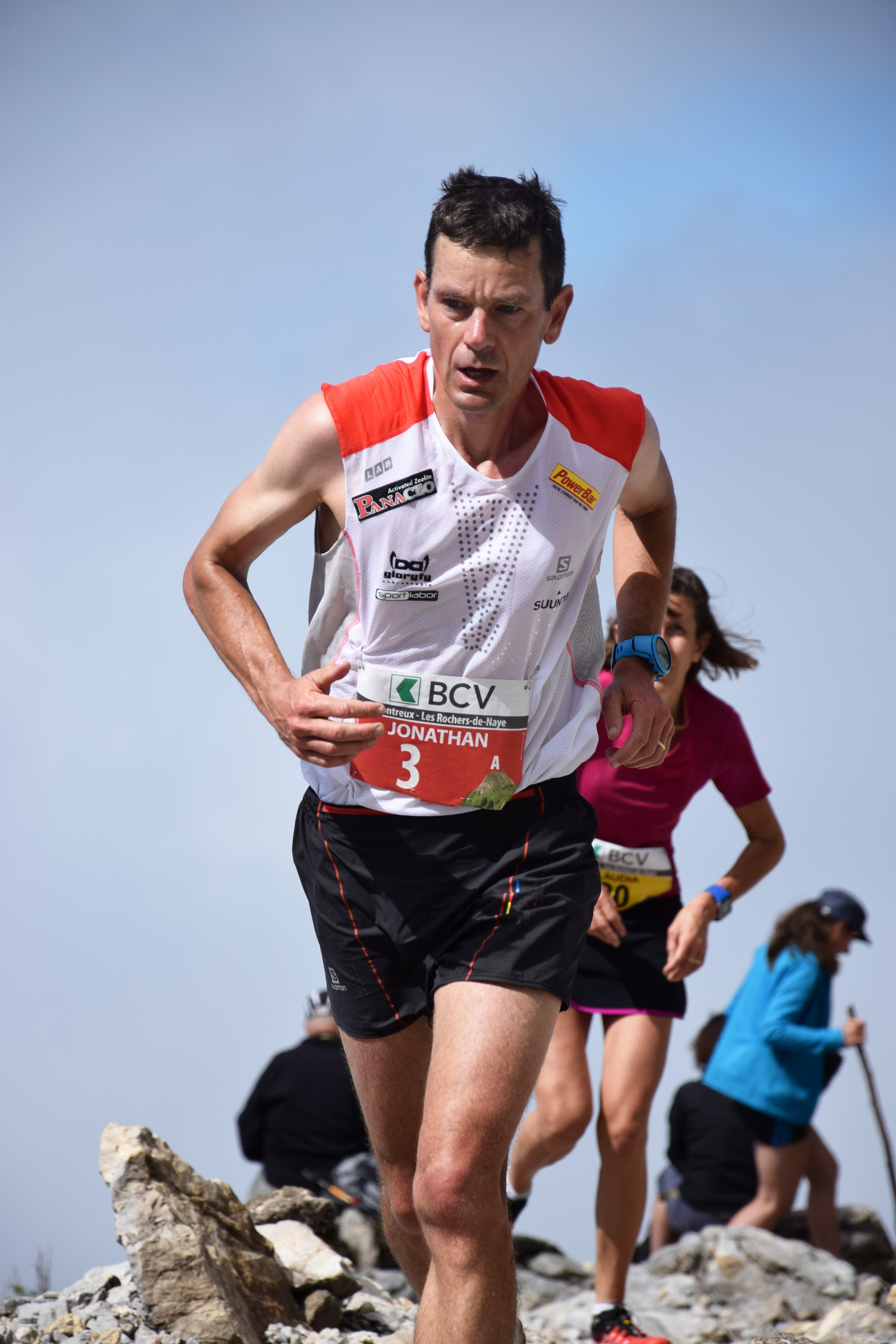
Jonathan Wyatt à la course Montreux-Les-Rochers-de-Naye 2016.

| Épreuve                                | Temps                             | Date              | Note                                                   |
| -------------------------------------- | --------------------------------- | ----------------- | ------------------------------------------------------ |
| Course du Cervin                       | 54 min 57 s 4                     | 29 août 1999      | Parcours rallongé à 14,35 km en 2000                   |
| Course du Cervin                       | 1 h 1 min 59 s 2                  | 17 août 2003      | Parcours raccourci à 12,49 km en 2006. Course disparue |
| Course de montagne du Kitzbüheler Horn | 55 min 58 s — record actuel       | 27 août 2000      |                                                        |
| Drei Zinnen Alpine Run                 | 1 h 19 min 58 s 2                 | 6 septembre 2001  | Parcours rallongé à 21 km en 2002                      |
| Drei Zinnen Alpine Run                 | 1 h 40 min 17 s                   | 12 septembre 2004 | Parcours raccourci à 17,5 km en 2007                   |
| Course de montagne du Hochfelln        | 40 min 34 s 9 — record actuel     | 29 septembre 2002 |                                                        |
| Course de Šmarna Gora                  | 38 min 14 s                       | 5 octobre 2002    | Parcours rallongé à 10 km en 2009                      |
| Course de montagne du Karwendel        | 59 min 10 s 7                     | 27 juillet 2003   | Battu par Robbie Simpson en 2017                       |
| Sierre-Zinal                           | 2 h 29 min 12 s                   | 10 août 2003      | Battu par Kilian Jornet en 2019                        |
| Marathon de la Jungfrau                | 2 h 49 min 1 s — record actuel    | 6 septembre 2003  |                                                        |
| Montée du Grand Ballon                 | 58 min 19 s                       | 20 mai 2004       | Battu par Petro Mamu en 2014                           |
| Course du Mont Washington              | 56 min 41 s 0 — record actuel     | 19 juin 2004      |                                                        |
| Marathon des Grisons                   | 3 h 18 min 56 s 6 — record actuel | 26 juin 2004      | Course disparue                                        |
| Course de montagne du Grossglockner    | 1 h 11 min 32 s                   | 18 juillet 2004   | Battu par Geoffrey Ndungu en 2009                      |
| Course de Schlickeralm                 | 55 min 32 s                       | 1er août 2004     | Battu par Petro Mamu en 2013                           |
| Mémorial Partigiani Stellina           | 1 h 14 min 37 s — record actuel   | 22 août 2004      |                                                        |
| Neirivue-Moléson                       | 57 min 48 s 1                     | 2 juillet 2006    | Battu par Rémi Bonnet en 2022                          |
| Course de montagne du Grintovec        | 1 h 15 min 43 s — record actuel   | 30 juillet 2006   | Course disparue                                        |
| Course de montagne du Feuerkogel       | 55 min 19 s 6                     | 13 août 2006      | Parcours raccourci à 10 km en 2010. Course disparue    |
| Kaisermarathon                         | 3 h 3 min 40 s                    | 13 octobre 2007   | Battu par Patrick Wieser en 2012                       |
| LGT Alpin Marathon                     | 2 h 56 min 27 s 1 — record actuel | 14 juin 2008      |                                                        |
| Marathon de Zermatt                    | 2 h 57 min 47 s 3                 | 4 juillet 2009    | Battu par Paul Maticha Michieka en 2014                |
| Course Montreux-Les-Rochers-de-Naye    | 1 h 25 min 36 s 4 — record actuel | 12 juillet 2009   |                                                        |
| Montée du Skåla                        | 1 h 8 min 30 s                    | 14 août 2010      | Battu par Ahmet Arslan en 2011                         |
| Cross du Mont-Blanc                    | 1 h 54 min 42 s — record actuel   | 30 juin 2012      |                                                        |